# Aria Air
Aria Air – irańska linia lotnicza z siedzibą w Teheranie.